# Флаг Шурышкарского района
Флаг муниципального образования Шурышкарский район Ямало-Ненецкого автономного округа Российской Федерации — опознавательно-правовой знак, служащий официальным символом муниципального образования.
Флаг утверждён 29 июня 1999 года решением районного Собрания депутатов № 65 и внесён в Государственный геральдический регистр Российской Федерации с присвоением регистрационного номера 497.

## Описание
«Флаг Шурышкарского района представляет собой полотнище с отношением ширины к длине 2:3, из двух частей — зелёной (к древку) и голубой, несущее изображение фигур герба района».
Фигуры герба района представляют собой стоящего прямо с распростёртыми крыльями журавля, сопровождаемого по бокам обернувшимся песцом и рыбой, положенными навстречу друг другу в опрокинутое стропило.
Орнаментальная полоса, изображённая на флаге, в описании не упоминается.

## Обоснование символики
На флаге района, языком символов, гармонично отражены национальные и природные особенности, и богатства Шурышкарского района.
Фигуры журавля (стерха), песца и рыбы символизируют природные богатства района.
Зелёный цвет полотнища символизирует природу района. Зелёный цвет — символ надежды, благополучия и здоровья.
Голубой цвет полотнища и рыба показывают то, что район расположен на берегах северных рек, богатых рыбой. Голубой цвет — символ искренности, красоты и добродетели, символ неба, высоты и глубины.
Белый цвет (серебро) — символ простоты, совершенства, мудрости, благородства, мира, взаимосотрудничества, и говорит о бескрайних северных просторах.
Жёлтый цвет (золото) — символ прочности, силы, великодушия, богатства и солнечного рассвета.